# FC Lausanne-Sport
FC Lausanne Sport er en fodboldklub hjemmehørende i den schweisiske by Lausanne. Klubben blev stiftet i 1896 under navnet Montriond Lausanne. Det nuværende navn opstod i 1920, da klubben slog sig sammen med Club Hygienique.
Klubben spiller sine hjemmekampe på Stade Olympique de la Pontaise, som blev opført i forbindelse med VM i fodbold 1954. Alle 15.850 pladser er siddepladser.

## Titler
- Schweisiske mesterskaber (7): 1913, 1932, 1935, 1936, 1944, 1951 og 1965
- Schweisiske pokalturnering (9): 1935, 1939, 1944, 1950, 1962, 1964, 1984, 2000 og 2010